# イマジェネ
株式会社イマジェネは、東京都世田谷区に本社のある芸能事務所である。

## 概要
- 2020年3月に設立。
- 俳優・タレント・アーティスト等のマネージメントを行う芸能プロダクションである。

## 所属タレント
- 山崎大輝
- 橋渡竜馬